# Eusi Kwayana
 (août 2009).
 (novembre 2016).
Eusi Kwayana (né le 4 avril 1925) est un écrivain et homme politique guyanien. Il a été un membre actif de la vie culturelle et politique du Guyana depuis les années 1940. Il fut ministre du premier gouvernement du People's Progressive Party en 1953. Il fut aussi enseignant et est l'un des fondateurs de l'ASRE (African Association for Racial Equality) et, plus tard, de l'ASCRIA (African Society for Cultural Relations With Independent Africa).
Il fut pendant quatre ans membre du People's National Congress et, en 1974, il rejoignit la Working People's Alliance.
Il est marié à Tchaiko[Qui ?] avec qui il a eu quatre enfants.
Il est l'auteur de plusieurs livres, parmi lesquels Next Witness, The Bauxite Strike and the Old Politics, Scars of Bondage, Guyana: No Guilty Race, Buxton in Print, Memory, Morning After, Genesis of a Nation: The Indo-Guyanese Contribution to Social Change (in Guyana), et Walter Rodney: His Last Days and Campaigns.